# Torneo internazionale di hockey Pee-Wee del Quebec
Il torneo internazionale di hockey Pee-Wee del Québec è un torneo annuale Hockey su ghiaccio che si tiene a Québec City. Il torneo è stato fondato nel 1960 in coincidenza con il Carnevale invernale del Quebec e offre l'opportunità di competere a livello internazionale a giocatori di età inferiore ai 12 anni. Il torneo raccoglie fondi per la fondazione locale Patro Roc-Amadour ed è gestito principalmente da volontari. L'evento si svolge ogni anno a febbraio al Centro Videotron.